# Arms (игра)
Arms — видеоигра в жанре файтинг, разработанная и выпущенная компанией Nintendo для консоли Nintendo Switch 16 июня 2017 года. Игра отличается от стандартных файтингов применением необычной системы проведения боя, где каждый игровой персонаж использует атаки с дальней дистанции, в матчах может участвовать до 4 игроков, а также тем, что игроки могут выбирать тип удлиняющихся конечностей персонажей, которые используются, чтобы выбить противников за пределы ринга на трёхмерных аренах. К июлю 2018 года было продано свыше 2 миллионов экземпляров Arms, что сделало игру одним из бестселлеров на Nintendo Switch.

## Игровой процесс
Arms является трёхмерным файтингом, в который одновременно может играть до четырёх игроков. Каждый из игроков контролирует одного из множества персонажей, которые используют удлиняющиеся руки для того, чтобы выполнять базовые приёмы, такие как: удары, броски, блокирование и уклонения. Arms обладает списком из пятнадцати бойцов на выбор, пять из которых были выпущены в виде загружаемого контента. Каждый боец по-умолчанию использует уникальную комбинацию из 3 видов удлиняющихся рук, однако в режиме Get Arms это ограничение может быть снято. Кроме того, все персонажи обладают уникальными свойствами в битве. Когда у бойца полностью заполняется шкала атаки, то он может обрушить на оппонентов «стремительную атаку», которая наносит большой урон. Игроки также могут производить зарядку своих атак, чтобы временно увеличивать урон и использовать элементальные эффекты. В Arms есть два способа управления персонажами: игроки могут использовать контроллеры Joy-Con и наносить удары движениями каждой из рук или использовать стандартную схему с нажатием на кнопки геймпада, такого как Pro Controller. Каждая из удлиняющихся рук обладает различным элементальным эффектом и весом, влияющими на игровой процесс. В одном матче могут участвовать до четырёх игроков, сражаясь или каждый сам за себя, или в командных боях.
Кроме стандартного варианта проведения боя, в игре также есть несколько других режимов: друг против друга, Гран При и различные боевые режимы. В Гран При игроки проводят 10 матчей против контролируемых компьютером соперников с целью выиграть пояс чемпиона. Боевые режимы состоят из мини-игр по волейболу и баскетболу, тренировочного тира и режима выживания. Игроки также могут играть онлайн, присоединяясь либо к комнатам до 20 человек, либо к рейтинговым матчам один-на-один.

## Разработка
Arms была разработана подразделением Nintendo Entertainment Planning & Development под руководством Косукэ Ябуки. Изначально разработчики хотели посмотреть, как идея изменения перспективы камеры будет работать для игры в жанре файтинга, для чего была придумана основная особенность игрового процесса: использование удлиняющихся рук. По словам Ябуки, на игру повлиял геймплей Mario Kart, так как когда игрок видит что-то вдалеке, то он начинает поворачивать в зависимости от предмета впереди. И это стало базовой основой игры.
Одной из первых идей рассматривалось использование известных персонажей от Nintendo — Марио и Линка, однако из-за эстетики игры и в особенности из-за концепции удлиняющихся рук это было посчитано неудачной идеей, и от неё отказались, создав вместо этого новых персонажей. Команда также думала о том, чтобы добавить героев из Punch-Out!!, но было решено этого не делать, чтобы у существующих фанатов серии не было неприятия, а у новых игроков вопросов о том, что это за персонажи.
Создание дизайна персонажей начиналось с идеи о том, какого плана руки будут использованы, и только потом решалось, каким будет сам герой. Например, создание персонажа Хеликса началось с идеи, что боец будет обладать руками в виде цепочек ДНК, тогда как у команды первоначально не было никаких мыслей о его внешности. Большинство бойцов были созданы, чтобы сбалансировать игровой процесс, хотя были и исключения, когда сначала создавался персонаж, а затем он вводился в игру. В раннем концепте игры бойцы использовали внешние устройства для того, чтобы атаковать своих оппонентов, однако от этой идеи отказались в пользу использования рук самих персонажей. Арт-директор Масааки Исикава заявлял, что на художественный стиль игры сильно повлияли манги «Жемчуг дракона» и «Акира».

## Выпуск
Arms была анонсирована на презентации Nintendo Switch 12 января 2017 года и выпущена по всему миру 16 июня 2017 года. Перед выходом игры компания предлагала для загрузки в магазине Nintendo eShop многопользовательскую демоверсию под названием Arms Global Testpunch, в которой игроки могли сражаться онлайн в течение 12 сессий по 1 часу.
После выхода игра периодически получала обновления, включающие в себя новых персонажей, арены и функциональность удлиняющихся рук. Эти обновления распространялись бесплатно по модели, которая ранее использовалась в игре Splatoon. При этом Nintendo также периодически повторно делала доступной для загрузки демоверсию игры. Arms получала обновления с новыми персонажами и аренами до декабря 2017 года, когда Nintendo объявила о том, что компания перестанет поддерживать игру за исключением исправлений игрового баланса.
В мае 2018 года в магазине eShop была выпущена другая ограниченная по времени демоверсия. В отличие от «Testpunch», эта демоверсия включала в себя только режимы, не требующие подключения к интернету: одиночный и локальную многопользовательскую игру с ограниченным выбором персонажей и удлиняющихся рук.

## Отзывы
| Сводный рейтинг | Сводный рейтинг |
| Агрегатор       | Оценка          |
| --------------- | --------------- |
| GameRankings    | 77,32 %         |